# Fed Cup 2009 Zona Americana Group I - Pool B
Il Gruppo B della zona Americana Group I nella Fed Cup 2009 è uno dei 2 gruppi in cui è suddiviso il Group I della zona Americana. Tre squadre si sono scontrate in un girone all'italiana.
|   | Pool B   | Paraguay | Colombia | Brasile |
| 1 | Paraguay |          | 3-0      | 2-1     |
| 2 | Colombia | 0-3      |          | 2-1     |
| 3 | Brasile  | 1-2      | 1-2      |         |

## Paraguay vs. Brasile
| Paraguay 2 | Uniprix Stadium, Montréal, Canada 4 febbraio 2009 cemento indoor | Uniprix Stadium, Montréal, Canada 4 febbraio 2009 cemento indoor                   | Brasile 1 |      |     |  |
| \| \| \| \| 1 \| 2 \| 3 \| \| \| - \| \| ---------------------------------------------------------------------------------- \| --- \| ---- \| --- \| \| \| 1 \| \| Verónica Cepede Royg Roxane Vaisemberg \| 4 6 \| 7 62 \| 6 3 \| \| \| 2 \| \| Rosana de los Ríos Vivian Segnini \| 6 1 \| 2 6 \| 6 2 \| \| \| 3 \| \| Verónica Cepede Royg / Rosana de los Ríos Maria Fernanda Alves / Roxane Vaisemberg \| 2 6 \| 3 6 \| \| \| |                                                                  |                                                                                    |           |      |     |  |
| |                                                                  |                                                                                    | 1         | 2    | 3   |  |
| 1 | Paraguay (bandiera) · Brasile (bandiera)                         | Verónica Cepede Royg Roxane Vaisemberg                                             | 4 6       | 7 62 | 6 3 |  |
| 2 | Paraguay (bandiera) · Brasile (bandiera)                         | Rosana de los Ríos Vivian Segnini                                                  | 6 1       | 2 6  | 6 2 |  |
| 3 | Paraguay (bandiera) · Brasile (bandiera)                         | Verónica Cepede Royg / Rosana de los Ríos Maria Fernanda Alves / Roxane Vaisemberg | 2 6       | 3 6  |     |  |

## Brasile vs. Colombia
| Brasile 1 | Uniprix Stadium, Montréal, Canada 5 febbraio 2009 cemento indoor | Uniprix Stadium, Montréal, Canada 5 febbraio 2009 cemento indoor                 | Colombia 2 |     |     |  |
| \| \| \| \| 1 \| 2 \| 3 \| \| \| - \| \| -------------------------------------------------------------------------------- \| ---- \| --- \| --- \| \| \| 1 \| \| Maria Fernanda Alves Catalina Castaño \| 4 6 \| 3 6 \| \| \| \| 2 \| \| Vivian Segnini Mariana Duque Mariño \| 6 2 \| 6 3 \| \| \| \| 3 \| \| Maria Fernanda Alves / Roxane Vaisemberg Catalina Castaño / Mariana Duque Mariño \| 65 7 \| 6 3 \| 4 6 \| \| |                                                                  |                                                                                  |            |     |     |  |
| |                                                                  |                                                                                  | 1          | 2   | 3   |  |
| 1 | Brasile (bandiera) · Colombia (bandiera)                         | Maria Fernanda Alves Catalina Castaño                                            | 4 6        | 3 6 |     |  |
| 2 | Brasile (bandiera) · Colombia (bandiera)                         | Vivian Segnini Mariana Duque Mariño                                              | 6 2        | 6 3 |     |  |
| 3 | Brasile (bandiera) · Colombia (bandiera)                         | Maria Fernanda Alves / Roxane Vaisemberg Catalina Castaño / Mariana Duque Mariño | 65 7       | 6 3 | 4 6 |  |

## Paraguay vs. Colombia
| Paraguay 3 | Uniprix Stadium, Montréal, Canada 6 febbraio 2009 cemento indoor | Uniprix Stadium, Montréal, Canada 6 febbraio 2009 cemento indoor                    | Colombia 0 |     |     |  |
| \| \| \| \| 1 \| 2 \| 3 \| \| \| - \| \| ----------------------------------------------------------------------------------- \| ---- \| --- \| --- \| \| \| 1 \| \| Verónica Cepede Royg Catalina Castaño \| 2 6 \| 6 2 \| 6 3 \| \| \| 2 \| \| Rosana de los Ríos Mariana Duque-Marino \| 7 65 \| 7 5 \| \| \| \| 3 \| \| Verónica Cepede Royg / Isaura Enrique Aguilar Yuliana Lizarazo / Viky Núñez-Fuentes \| 6 0 \| 6 3 \| \| \| |                                                                  |                                                                                     |            |     |     |  |
| |                                                                  |                                                                                     | 1          | 2   | 3   |  |
| 1 | Paraguay (bandiera) · Colombia (bandiera)                        | Verónica Cepede Royg Catalina Castaño                                               | 2 6        | 6 2 | 6 3 |  |
| 2 | Paraguay (bandiera) · Colombia (bandiera)                        | Rosana de los Ríos Mariana Duque-Marino                                             | 7 65       | 7 5 |     |  |
| 3 | Paraguay (bandiera) · Colombia (bandiera)                        | Verónica Cepede Royg / Isaura Enrique Aguilar Yuliana Lizarazo / Viky Núñez-Fuentes | 6 0        | 6 3 |     |  |